# توکان کوهی نوک‌سیاه
توکان کوهی نوک‌سیاه (نام علمی: Andigena nigrirostris) نام یک گونه از سرده توکان کوهی است. آن‌ها در کلمبیا، اکوادور، پرو و ونزوئلا یافت می‌شوند.